# فهرست کلیساهای تبریز
شهر تبریز در مجموع، ۷ کلیسا را در خود جای داده‌است. کلیسای مریم مقدس قدیمی‌ترین کلیسای این شهر است که به سدهٔ یازدهم هجری قمری (دورهٔ صفویان) مربوط است.
از مجموع کلیساهای تبریز، ۵ مورد از آن‌ها که بنای اولیهٔ آن‌ها متعلق به دورهٔ قاجار و پیش از آن هستند، در فهرست آثار ملی ایران به ثبت رسیده‌اند؛ اما ۲ مورد جدیدتر که مربوط به دورهٔ پهلوی هستند، هنوز در این فهرست ثبت نشده‌اند.
۳ مورد از کلیساهای شهر تبریز در منطقهٔ ۸، ۲ مورد در منطقهٔ ۴ و ۲ مورد هم در منطقهٔ ۳ این شهر جای گرفته‌اند؛ به‌طور کلی، به جز کلیسای شوغاگات مقدس که در محوطهٔ گورستان ارامنهٔ تبریز و کلیسای مریم ننه که در محوطهٔ گورستان مریم ننه (گورستان قدیم ارامنهٔ تبریز) واقع شده‌اند، بقیهٔ کلیساهای شهر تبریز در محدودهٔ مرکزی این شهر قرار گرفته‌اند.
خلیفه‌گری ارامنهٔ آذربایجان مسئولیت اداره و نظارت بر همهٔ کلیساهای واقع در منطقهٔ آذربایجان ایران را فارغ از اینکه متعلق به ارامنه یا دیگر مذاهب مسیحیت باشند، برعهده دارد.
در زیر، فهرست کلیساهای ۷ گانهٔ شهر تبریز و اطلاعات مربوط به آن‌ها ذکر شده‌است:
| نام کلیسا                      | منطقهٔ شهرداری | دورهٔ تاریخی     | متعلق به             | تاریخ ثبت ملی شمارهٔ ثبت ملی | نشانی                                                            | تصویر                 |
| ------------------------------ | ------------- | --------------- | -------------------- | --------------------------- | ---------------------------------------------------------------- | --------------------- |
| کلیسای آدونتیست                | منطقهٔ ۴       | پهلوی           | ارامنهٔ ادونتیست      | ثبت نشده                    | ضلع غربی خیابان شریعتی جنوبی                                     | کلیسای مسیحی آدونتیست |
| کلیسای انجیلی (پروتستان‌ها)     | منطقهٔ ۸       | قاجاریان، پهلوی | آشوریان و پروتستان‌ها | ۱۳۹۸٫۰۵٫۰۷ ۳۲۵۸۹            | ضلع جنوبی خیابان والمان                                          | کلیسای انجیلی         |
| کلیسای سرکیس مقدس              | منطقهٔ ۴       | قاجار           | ارامنه               | ۱۳۸۴٫۰۴٫۰۵ ۱۱۹۸۳            | محلهٔ بارون آواک، داخل محوطهٔ دبیرستان ملی ارامنهٔ میکائیل ساهاکیان | کلیسای سرکیس مقدس     |
| کلیسای شوغاگات مقدس            | منطقهٔ ۳       | پهلوی           | ارامنه               | ثبت نشده                    | ضلع شرقی خیابان مشروطه، داخل محوطهٔ گورستان ارامنه تبریز          | کلیسای شوغاگات مقدس   |
| کلیسای کاتولیک‌ها (عذرای توانا) | منطقهٔ ۸       | قاجار           | کاتولیک‌ها            | ۱۳۷۸٫۰۹٫۰۱ ۲۵۱۳             | خیابان شریعتی شمالی، کوچهٔ میارمیار                               | کلیسای کاتولیک‌ها      |
| کلیسای مریم مقدس               | منطقهٔ ۸       | صفویان          | ارامنه               | ۱۳۸۱٫۰۷٫۰۷ ۶۱۷۶             | ضلع جنوب غربی میدان نماز                                         | کلیسای مریم مقدس      |
| کلیسای مریم ننه                | منطقهٔ ۳       | قاجار           | ارامنه               | ۱۳۸۴٫۱۲٫۱۶ ۱۴۸۰۴            | خیابان مارالان شمالی، ضلع جنوبی خیابان مریم ننه                  | کلیسای مریم ننه       |